# Chamaesium delavayi
Chamaesium delavayi là một loài thực vật có hoa trong họ Hoa tán. Loài này được (Franch.) R.H.Shan & S.L.Liou mô tả khoa học đầu tiên năm 1979.